# Kynžvartská daguerrotypie

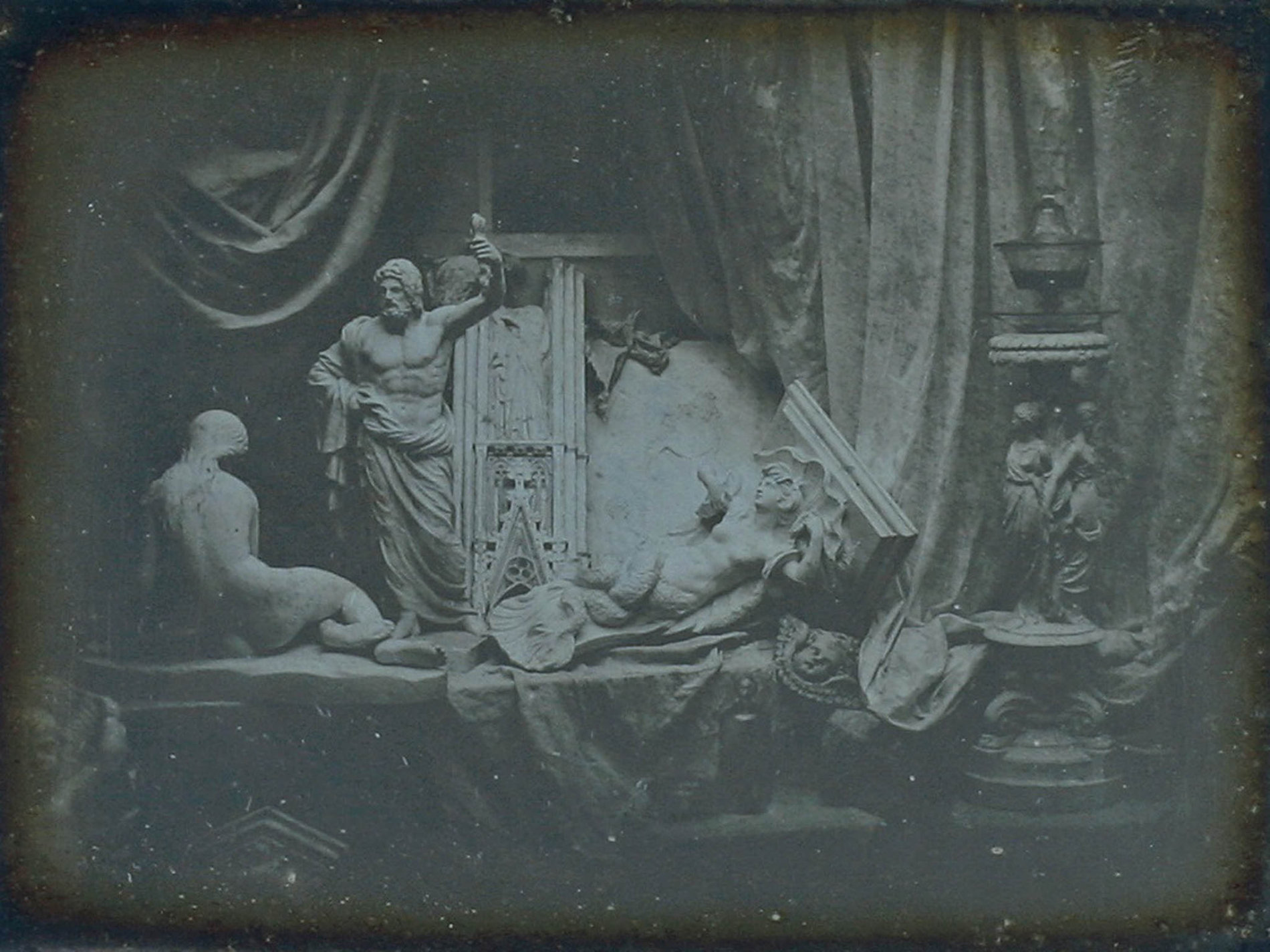
Kynžvartská daguerrotypie – zátiší z doby před rokem 1839

Kynžvartská daguerrotypie je jedna z prvních daguerrotypií, kterou pořídil francouzský vynálezce Louis Daguerre a zachytil na ni motiv svého uměleckého ateliéru. Osobně ji s vlastnoručním věnováním daroval kancléři Metternichovi roku 1839, ve stejném roce, kdy byla daguerrotypie patentována. Je majetkem státu, zavedená v mobiliárním fondu Kynžvart (inventární čísla KY 1550a a KY 1550b), a v roce 2006 byla prohlášena za movitou národní kulturní památku a zařazena do příslušného seznamu. V dubnu 2018 byla fotografie zapsána na prestižní seznam dokumentů UNESCO Paměť světa.

## Historie
Podle používané tradice velikostí štítků na rámech starých pláten je možné spočítat, že socha stojící postavy je přibližně 160 cm vysoká. Pražské Národní technické muzeum se zabývalo otázkou stáří této daguerrotypie: pokud ji Metternich vlastnil a v roce 1839 svému archiváři sděloval, že ji obdržel před vyhlášením vynálezu, měla by být tato daguerrotypie data staršího. Pokud je pravdou, že je autor rozeslal tehdy nejvýznamnějším postavám té doby a mělo by jich být přibližně 10 kusů. Adresáty těchto darů byli mimo jiné:
- Alphonse de Cailleux (1788-1876), ředitel muzea Louvre

- François Arago, francouzský fyzik, politik a Daguerrův příznivec
- Antonín Apponyi, maďarský diplomat
- Ludvík I. Bavorský, bavorský král
- Leopold I. Belgický, belgický král
- Bedřich Vlém III., pruský král
- Mikuláš I., ruský car[4]

Většina těchto darů se nedochovala.
Rudolf Jung se přiklání k názoru, že je posílal všechny najednou, tedy i tuto do Kynžvartu. Pak by bylo nutné hovořit tak, že tato patří mezi 10 nejstarších a zachovaných fotografií, respektive daguerrotypií, na světě. Každopádně tuto Jung považuje za jednu z nejzdařilejších.
Profesor Paul Rath, tehdejší kustod Metternichova kynžvartského zámeckého muzea, o ní píše:
No. 760: Daguerrův pokusný obraz u příležitosti vynálezu světelných obrazů, zaslaný jeho Jasnosti Clementu W. L., knížeti von Metternich, ještě před zveřejněním tohoto nového objevu.
Paul Rath
Zapomenutý artefakt nalezl při průzkumu sbírek na zámku Kynžvart historik fotografie Rudolf Skopec kolem roku 1960.
V době, kdy se Kynžvartský zámek nacházel v havarijním stavu, bylo zátiší dlouhodobě zapůjčeno do Národního technického muzea v Praze, kde je součástí expozice Fotografický ateliér. Zde je nejcennějším exponátem.

## Popis

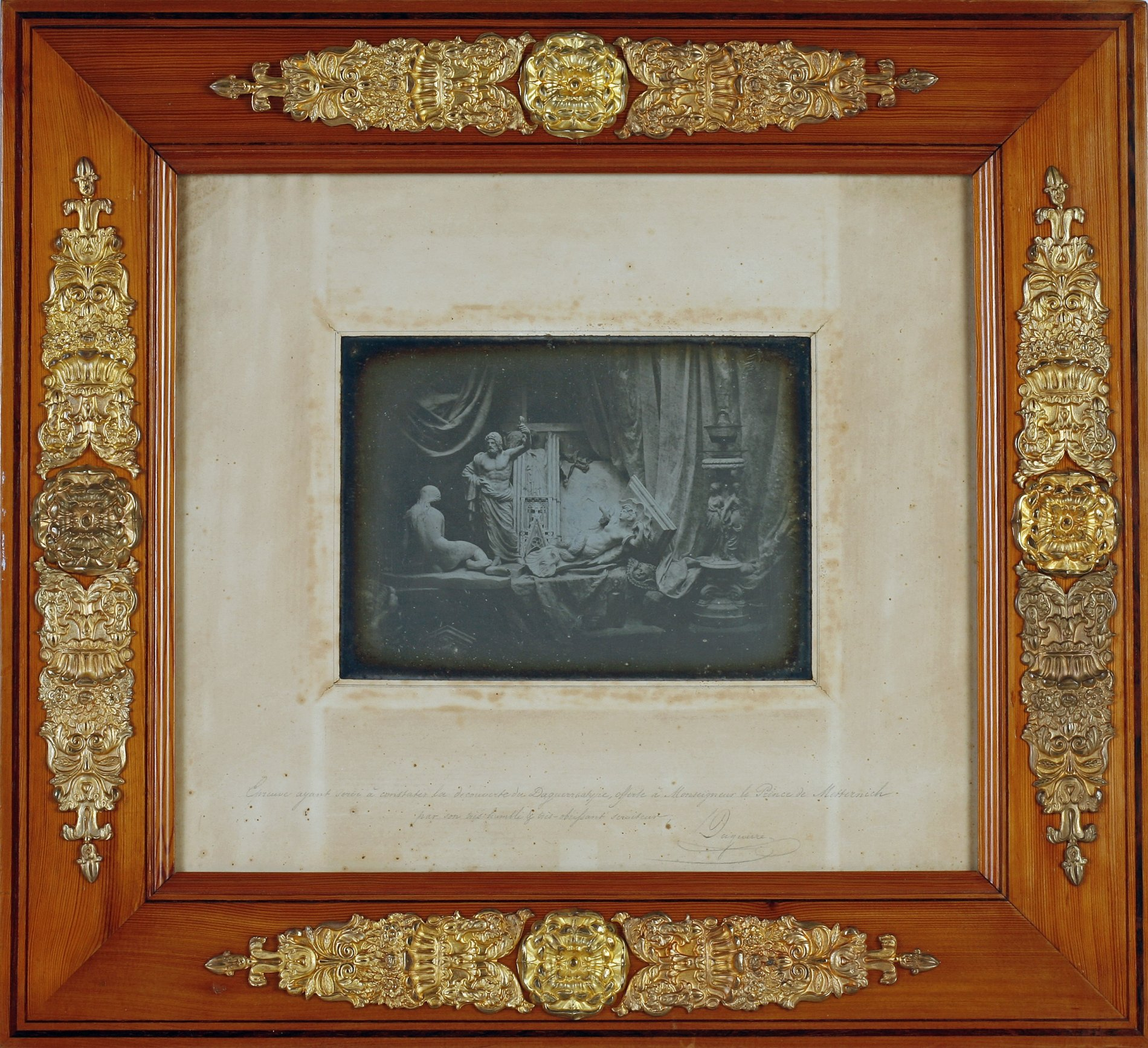
Kynžvartská daguerrotypie včetně rámu.

Vlastní daguerrotypie má velikost celé desky (full plate) 155 x 210 mm, Celkový rozměr včetně rámu je 480 x 520 mm, (Národní památkový ústav, Územní památková správa v Praze, Státní zámek Kynžvart, inv. č. KY 15550)
Daguerrův nápis na přední straně pasparty:
Epreuve ayant servi à constanter la decouverte du Daguerréotype offert à Monseigneur le Prince de Metternich par son très humble et très - dévoué serviteur, Daguerre.

Překlad do češtiny:

Exemplář dokládající vynález daguerrotypie darovaný panu knížeti Metternichovi jeho nejpokornějším a nejoddanějším služebníkem Daguerrem.

Na zadní straně je pak vlastnoruční zápis knížete Metternicha: 
Ce tableau a été envoyé par Mr. Daguerre au Prince de Metternich, avant que l´inventeur du Daguerrotype n´ait publié sa découverte.

Překlad do češtiny:

Tento obraz zaslal pan Daguerre knížeti Metternichovi ještě před tím, než vynálezce daguerrotypie svůj objev zveřejnil.